# SønderjyskE Ishockey
Il SønderjyskE Ishockey è una squadra professionistica di hockey su ghiaccio di Vojens, milita attualmente in prima lega danese, la Metal Ligaen. La squadra fa parte di una polisportiva, tra cui vi è la squadra di calcio denominata Sønderjysk Elitesport.

## Storia
La polisportiva è nata nel 2004 e la squadra di hockey rileva i Lions Vojens, attivi dal 1997 al 2003 i quali a loro volta erano gli eredi del Vojens Ishockey Klub (fondato nel 1963).
SønderjyskE è l'unica squadra del campionato danese che ha giocato le proprie partite casalinghe in una pista di dimensioni ridotte (come quelle presenti in Nord America e nella NHL, mentre tutte le altre piste del Paese sono conformi allo standard IIHF). Dal gennaio 2011 la squadra gioca invece nel nuovo impianto, la Syd Energi Arena (dalla capacità di 5.000 spettatori).
Il team vanta il più grande fanclub presente in danimarca, il SønderjysKE Ishockey Support che conta oltre 800 membri.
Nella stagione 2014-2015 la squadra prese parte alla prima edizione della Champions Hockey League.

## Palmarès
- Campionati danesi: 9

1978/79, 1979/80, 1981/82, 2005/06, 2008/09, 2009/10, 2012/13, 2013/14 e 2014/15
- Coppe di Danimarca: 3

2009/10, 2010/11 e 2012/13